# Haplogrupp N
Ej att förväxla med haplogrupp N (mtDNA) som är en haplogrupp för mitokondriellt DNA.

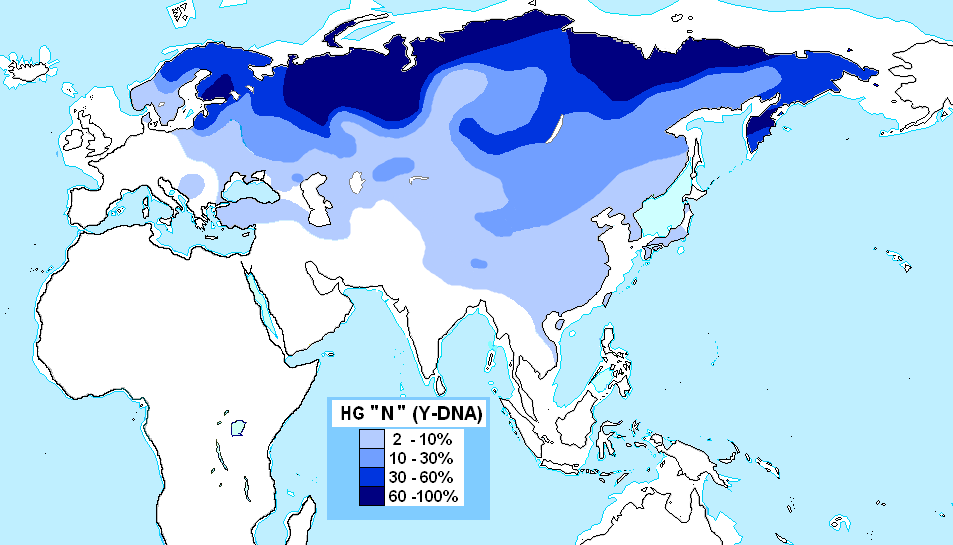
Geografisk utbredning av haplogrupp N.

Haplogrupp N-M231 (Y-DNA) är en haplogrupp på Y-kromosomen, med spridning framför allt i norra Eurasien, som i likhet med övriga haplogrupper är av intresse för populationsgenetiska studier. Haplogrupp N-M231 återfinns i olika undergrupper med spridning i norra Ryssland, Baltikum, Finland och norra Skandinavien.

## Ursprung
Haplogrupp N-M231 är en undergrupp till haplogrupp N0 och av allt att döma har haplogruppen utvecklats i Kina för 34 000–36 000 år sedan. Ur N-M231 uppstod för mellan 15.000 och 20.000 år sedan haplogrupp N1c (L729) någonstans i Kina eller Indokina. Både N-M231 och N1c (L729) är vanliga i undersökta individer i Kina och Manchuriet under yngre stenålder och bronsålder. Bland individer från Xueshankulturen i Kina, daterade till mellan 1600 f. Kr. och 900 f. Kr., tillhörde 41 procent av skeletten haplogrupp N1c1 (Tat), en undergrupp till N1c (L729) och övergrupp till de flesta genetiska varianter av haplogrupp N som idag återfinns i Europa härstammar från senneolitiska kulturer i Kina. Dess utbredningsområde följer till stor del med fynd vad som kan påträffas från den kamkeramiska kulturen som kom till nordöstra östersjöområdet för mellan 5 000 och 7 000 år sedan. En individ från en kamkeramisk boplats i närheten av Smolensk, daterad till omkring 2500 f. Kr. har visats tillhöra haplogrupp N1c (L729).

## Fördelning
Haplogroup N-M231 och dess undergrupper (bl.a. N1c1/N-M178) har en bred geografisk spridning i hela norra Eurasien, och det har också observerats ibland inom andra områden, bland annat Sydostasien, Stilla havet, Sydvästasien och Sydeuropa. Dess högsta frekvens inträffar bland finska och baltiska folk (50-60 procent) i norra Europa, Ob-ugriska och andra nordliga samojediska folk i nordvästra Sibirien. Avsaknaden av haplogrupp N i Amerika indikerar att den spreds över Asien efter Beringlandbryggan försvann. 